# 塔夫脫 (密蘇里州)
塔夫脫（英語：Taft）是位於美國密蘇里州巴特勒縣的非建制地區。

## 歷史
塔夫脫的郵局於1904年設立，其後於1927年停運。

## 地理
塔夫脫所處的海拔為高於海平面95米（即312英呎），而該地所採用的時區為UTC-6，即北美中部時區（CST）。同時該地設有夏令時間，為UTC-6調快一小時，即UTC-5（CDT）。